# 297082 Bygott
297082 Bygott este o planetă minoră (asteroid), cu un diametru de 3,143 km, din centura de asteroizi. A fost descoperită pe 17 mai 2010 la Wise Observatory⁠(d) de Wide-field Infrared Survey Explorer⁠(d). 
Obiectul prezintă o orbită caracterizată de o semiaxă mare de 3,0572247812081 UAi, o excentricitate de 0,15, o înclinație de 12,5 ° în raport cu ecliptica.